# El Tarf (stad)
El Tarf is een stad in Algerije en is de hoofdplaats van de provincie El Tarf.
El Tarf telt naar schatting 144.000 inwoners.